# 마케팅 커뮤니케이션
마케팅 커뮤니케이션(Marketing communications, MC) 또는 마케팅 통신은 서로 다른 마케팅 채널과 도구를 조합하여 사용하는 것이다. 마케팅 커뮤니케이션 채널은 기업이 원하는 시장 또는 일반적으로 시장에 메시지를 전달하는 방법에 중점을 둔다. 또한 조직의 내부 커뮤니케이션을 담당한다. 마케팅 커뮤니케이션 도구에는 광고, 개인 판매, 다이렉트 마케팅, 후원, 커뮤니케이션, 홍보, 소셜 미디어, 고객 여정 및 판촉이 포함된다.
MC는 상품을 판매하는 비즈니스의 경우 4P(Price, Promotion, Place, Product)로 구성된 마케팅 믹스, 그리고 서비스 기반 비즈니스의 경우 7P(Price, Promotion, Place, Product, People, Physical evidence and Process)로 구성된다.

## 같이 보기
- 광고
- 소비자 행동
- 마케팅 믹스
- 모바일 마케팅